# Kolawa (Tarnawa)
Kolawa – część wsi Tarnawa w Polsce, położona w województwie małopolskim, w powiecie bocheńskim, w gminie Łapanów.
W latach 1975–1998 Kolawa należała administracyjnie do województwa tarnowskiego.